# 韋蘭加拉省

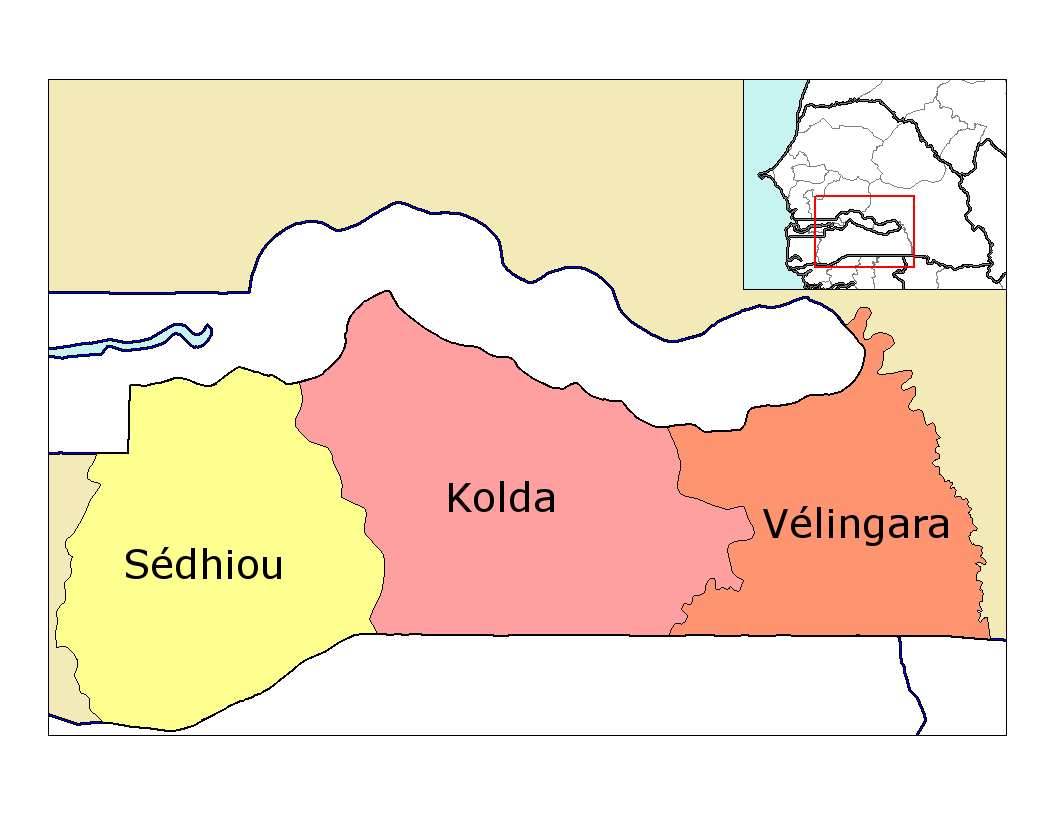

13°9′00″N 14°7′00″W / 13.15000°N 14.11667°W
韋蘭加拉省（法語：Département de Vélingara），是塞內加爾的省份，位於該國南部，由科爾達區負責管轄，首府設於韋林加拉，西南面是科爾達省，面積5,434平方公里，2013年人口278,382，人口密度每平方公里51人。